# Kloster Beerenberg

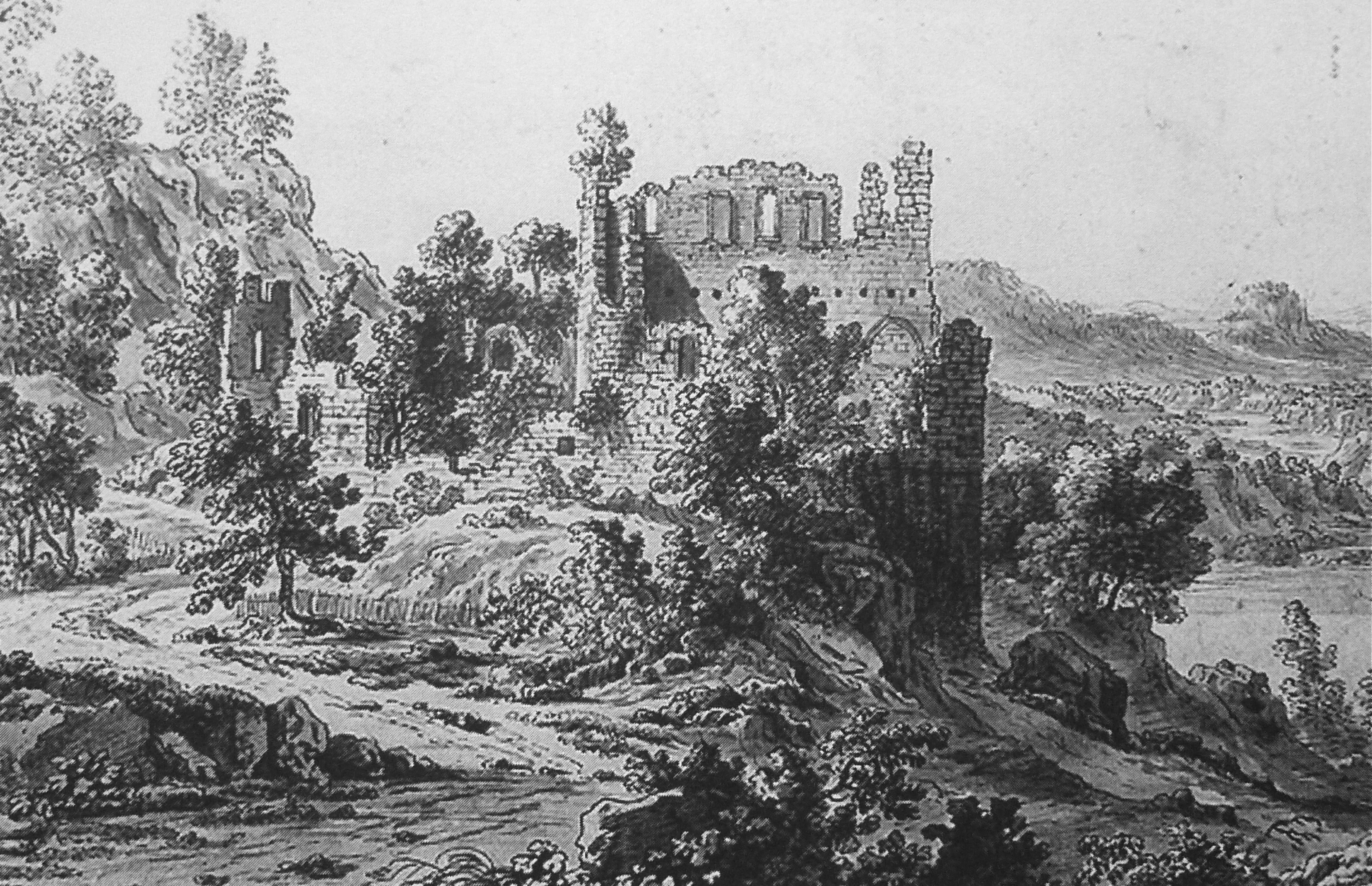
Ruine Beerenberg von Felix Meyer; um 1700

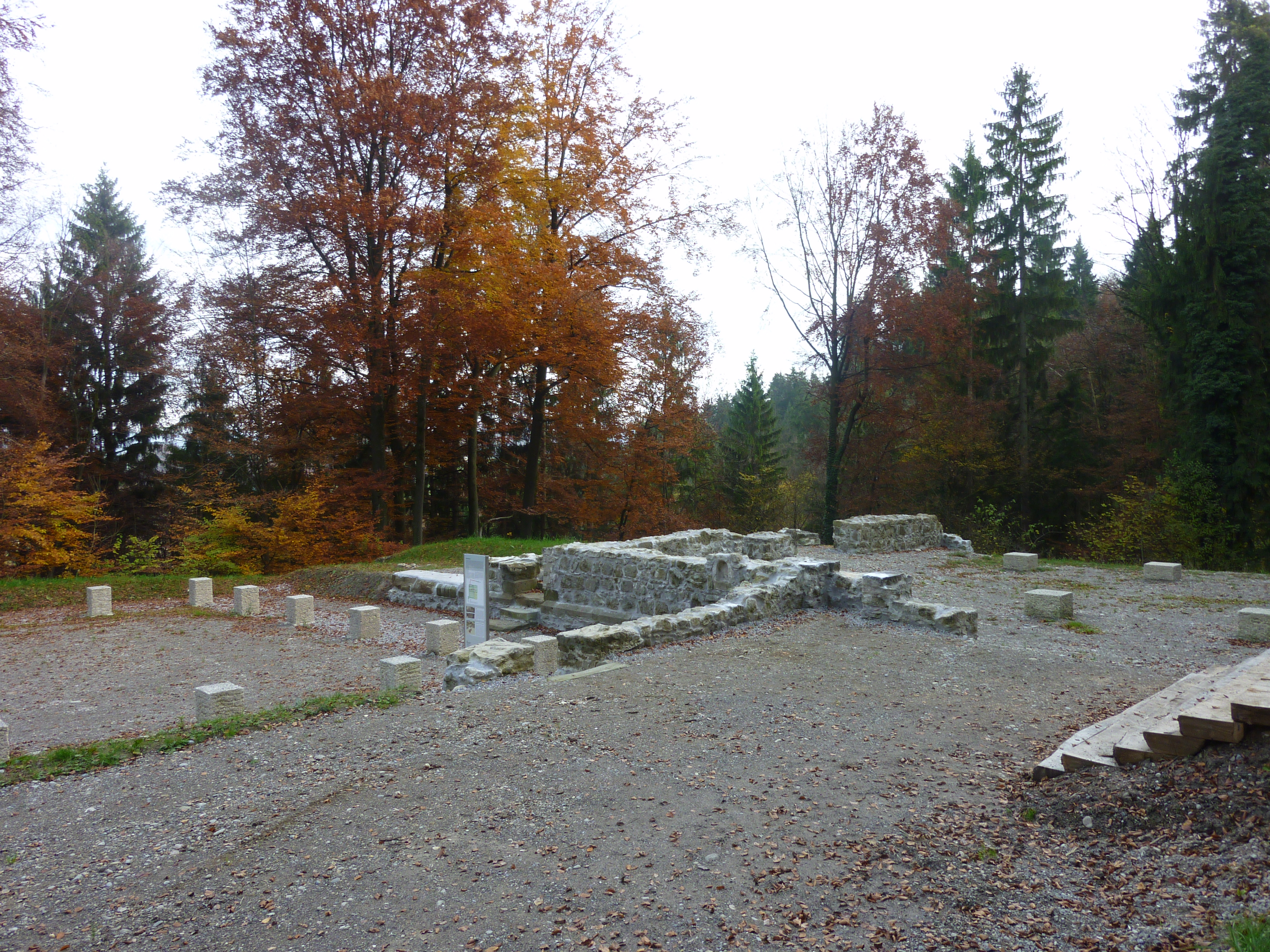
Links Kreuzgang, rechts Reste des Konventsgebäudes

Das Kloster Mariazell am Beerenberg war ein Augustiner-Chorherren-Stift, dessen Ruinen am Osthang des Be(e)renbergs liegen, westlich von Wülflingen, einem Stadtkreis von Winterthur in der Schweiz.

## Vorgeschichte
Am 9. November 1318 erhielt der Laienbruder Stephan Rheinauer (Rinower) aus Winterthur von Herzog Leopold I. von Österreich, Herr über Wülflingen und Kyburg, die Erlaubnis, im nemore dicto Berreberch («im Hain genannt Berreberch») eine Einsiedelei zu errichten. Auf ihm vom Herzog geschenkten Land errichtete Rheinauer ein einfaches Gebäude, mit einem Altarraum und einem Wohnraum. Weitere Brüder schlossen sich ihm im Laufe der Zeit an, aber nach seinem Tod zogen sie fort, und die Einsiedelei wurde aufgegeben.

## Gründung
1355 kamen Franziskaner aus dem Bistum Passau, angeführt von Heinrich von Linz, auf den Beerenberg, um mit der Genehmigung des Bischofs Johann III. von Konstanz dort ein Kloster zu errichten. Schon sieben Jahre später, am 28. Januar 1362, wurde es von Bischof Heinrich III. von Konstanz als «Unser Frowen Zelle im Berraberg» bestätigt und mit verschiedenen Befugnissen bezüglich Gottesdiensts, Ein- und Austritt der Brüder, Wahl des Priors usw. ausgestattet. Herzog Rudolf schenkte dem Kloster 1363 und 1364 ausgedehnten Grundbesitz und Rechte und nahm es in seinen besonderen Schutz. Im Jahre 1365 gestattete Bischof Heinrich III. der inzwischen auf neun Brüder angewachsenen Gemeinschaft, die Regel der Augustiner-Chorherren anzunehmen; sie schlossen sich dem kleinen Zweig der Steigerherren («Ordo Steigensium») an, der nach dem Kloster Obersteigen im Elsass benannt war und dessen Haupthaus seit 1303 in Zabern stand. Kurz danach liessen die Chorherren von einem Zürcher Goldschmied einen runden, bronzenen Siegelstempel herstellen, der bis zur Aufhebung des Klosters verwendet wurde. Im Dezember 1372 weihte Bischof Heinrich den Hochaltar und drei weitere Altäre in der fast vollendeten Klosterkirche. Zwei weitere Altäre wurden 1378 und 1396 geweiht. Die von einer Umfassungsmauer begrenzte Klosteranlage bestand aus der Kirche mit Kreuzgang, einem an die Kirche angebauten Prioratsgebäude, einem Wirtschaftsgebäude, Chorherrenhäusern und dem Klostergarten.

## Blütezeit

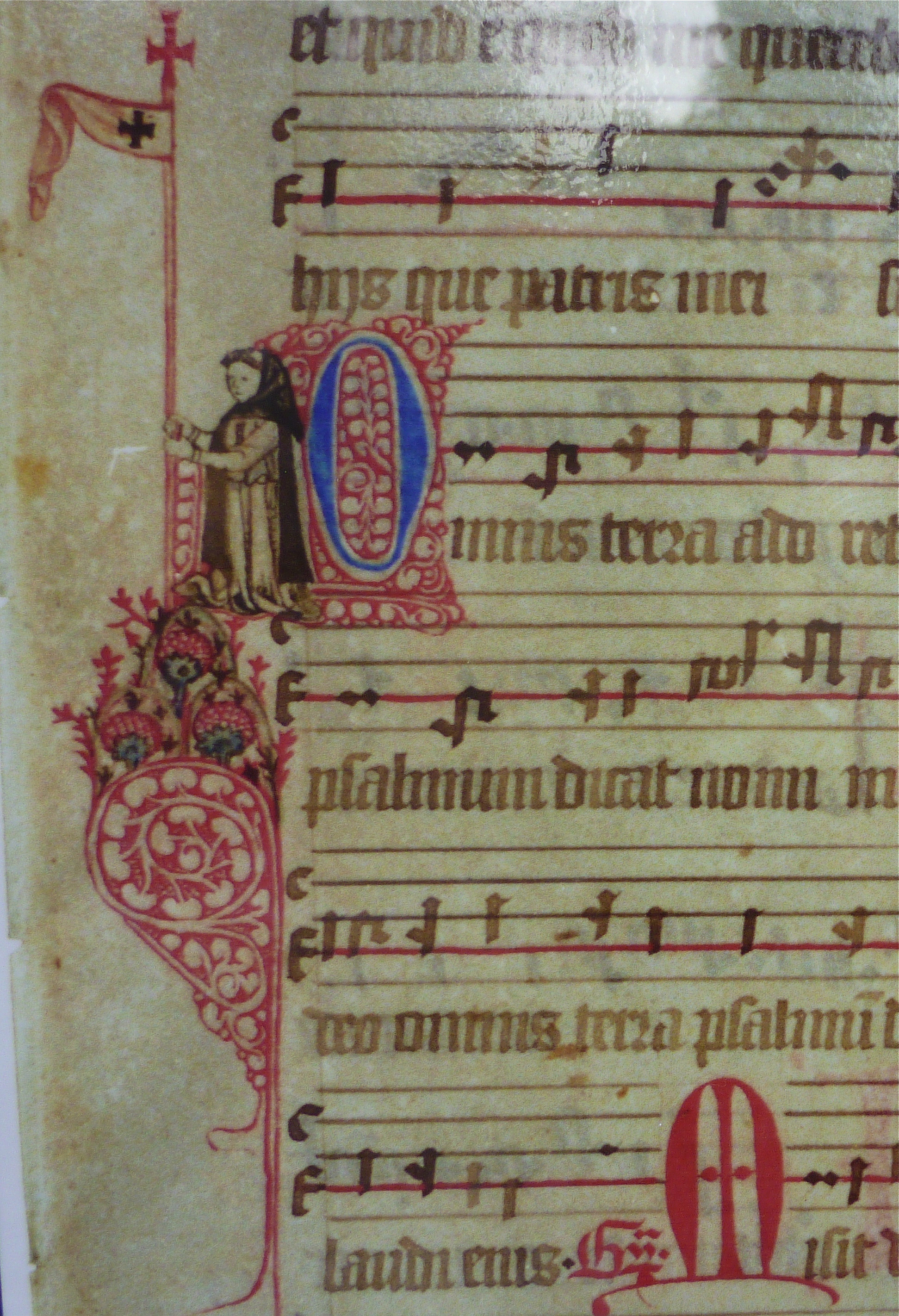
Choralbuch aus der Zeit um 1400 mit bildlicher Darstellung des Beerenbergs

Das Stift erfreute sich des Wohlwollens der geistlichen und weltlichen Herren und kam durch Schenkungen, Ablasshandel und Ankäufe in der Folge zu grossem Grundbesitz. Herzog Leopold III. von Österreich, als Landesherr und Inhaber der Herrschaft Wülflingen, verfügte 1369/70, dass alle dem Kloster geschenkten Güter aus der Oberlehensherrlichkeit zu entlassen seien, so dass sie dem Stift als freies Eigentum gehörten. 1374 erhielt die Kirche das Begräbnisrecht, womit sie zu einer Pfarrkirche wurde. 1384 wurde das Stift aus der Pfarrei Wülflingen herausgelöst und bildete eine eigene Kleinpfarrei. Herzog Albrecht III. als Patron der Pfarrei Wülflingen verfügte am 23. Oktober 1387, dass Prior und Konvent von Beerenberg samt Gütern und Leuten in einem Umkreis von hundert Klaftern (etwa 181 Metern) um das Kloster von allen pfarreilichen Forderungen und Rechten der Kirche Wülflingen befreit sein sollten, und zwar gegen eine jährliche Entschädigung von 10 Schilling für der Pfarrei dadurch entgehende Einkünfte (Opfer, Stolgebühren usw.).
Mit der Ausschmückung der Kirche, der einsetzenden Blüte des geistlichen Lebens und dem zunehmenden Grundbesitz erfreute sich der Konvent bis in das 15. Jahrhundert hinein wachsenden Ansehens.

## Niedergang
Dann setzten auch in Beerenberg die spätmittelalterlichen Krisenerscheinungen ein. Die Chorherren führten ein üppiges Leben und die Konventsverwaltung verschlechterte sich zusehends. Dies war auch der Fall bei den anderen vier Häusern der «Steigerherren» (neben Beerenberg, Obersteigen und Zabern noch Lahr/Schwarzwald und Landau in der Pfalz). Papst Sixtus IV. verfügte daher am 17. Juni 1482 die Auflösung der fünf Konvente und die Übertragung ihres Besitzes auf regulierte Augustiner-Chorherren-Stifte. Dass es um die Moral der Beerenberger Konventsbrüder nicht mehr zum Besten stand, ist daraus zu ersehen, dass sie 1483 oder 1484 versuchten, unter Mitnahme von Geld, Reliquien und Kirchenkleinodien ins Ausland zu fliehen. Die Zürcher Obrigkeit verhinderte dies; der Kyburger Landvogt Felix Schwarzmurer liess den Prior festnehmen und die flüchtigen Brüder einfangen. Die verbliebenen Klosterschätze wurden in das Kloster Töss bei Winterthur gebracht. Schwarzmurer bekam zwar Ärger mit der Kirche, denn für Vergehen von Geistlichen waren geistliche Gerichte zuständig, aber am Schicksal des Konvents änderte das nichts mehr. Die kirchlichen Autoritäten verfügten Strafen und Versetzungen und zwei der Brüder verloren ihre priesterliche Würde. Das Stift wurde mit regulierten Augustiner Chorherren besetzt und schloss sich mit St. Leonhard in Basel und St. Martin in Zürich als eines von nur drei Schweizer Stiften der Windesheimer Kongregation an.

## Ende
Mit der Zürcher Reformation fand das klösterliche Leben auf dem Beerenberg ein Ende. Die letzten vier Chorherren wurden 1527 mit einer Rente versorgt und verabschiedet. Die Klostergüter wurden 1528 verstaatlicht und ab 1540 zusammen mit denen der Abtei Rüti (soweit sie um Winterthur lagen) und des Chorherrenstiftes Heiligenberg als gemeinsames «Amt Winterthur» verwaltet. Die Klostergebäude, ebenfalls 1528 verstaatlicht, wurden 1530 an den Gerichtsherrn Hans Steiner in Pfungen verkauft, der sie als Wohnsitz nutzte. Nach seinem Tod im Jahr 1543 blieben einige Gebäude noch bis gegen 1600 bewohnt, wurden dann jedoch dem Verfall überlassen. 1717 wurde das Schicksal der Klosteranlage Mariazell endgültig besiegelt: sie wurde als Steinbruch für den Bau des Patrizierhauses «Zur Geduld» in der Winterthurer Marktgasse verwendet. 1922 verkauften die Nachkommen Steiners die Ruine an den Verkehrs- und Verschönerungsverein Winterthur.
Einige wenige überlieferte mittelalterliche Handschriften könnten zu den Büchern des Klosters Beerenberg gehört haben.

## Heutiger Zustand

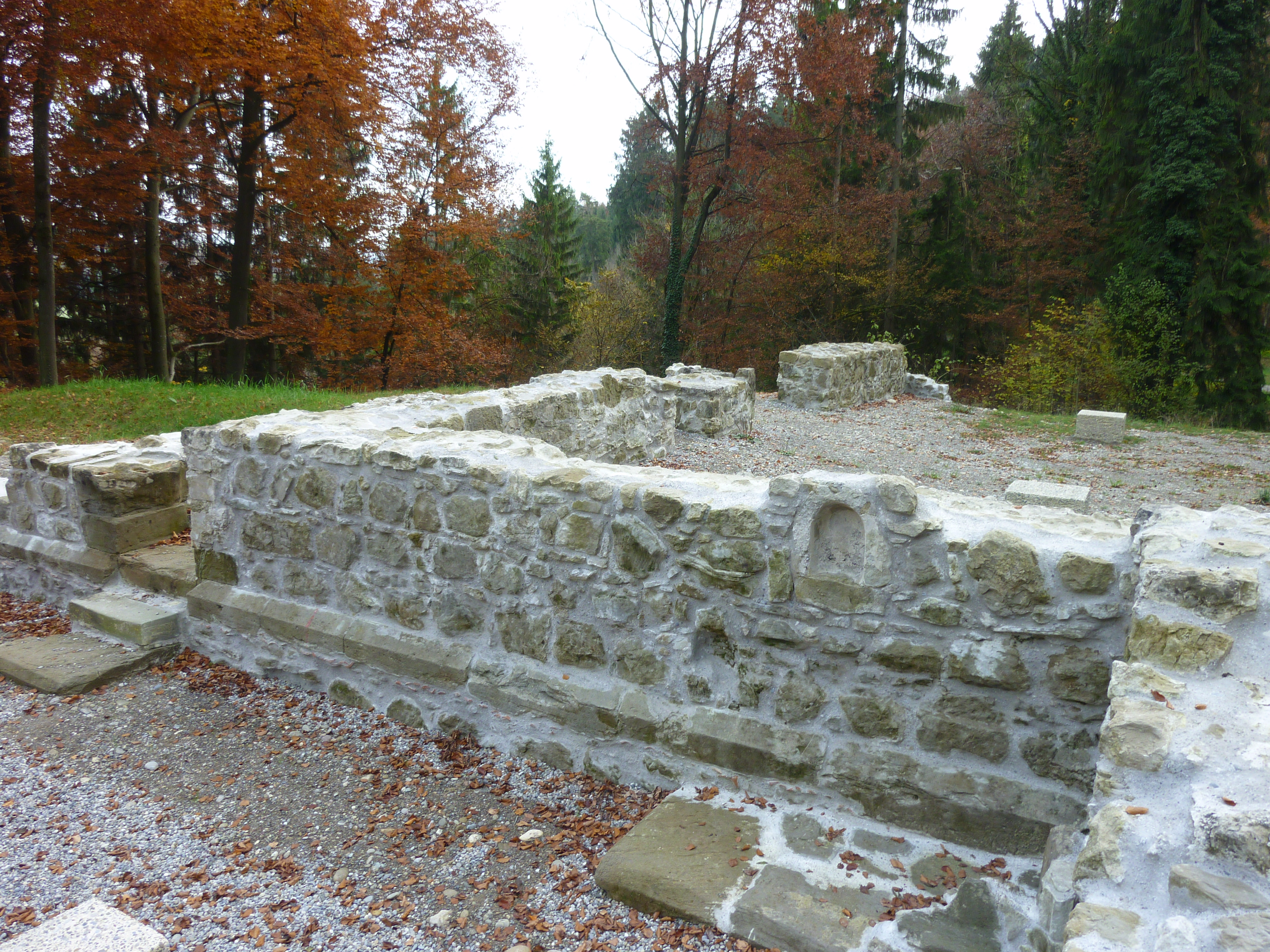
Konventshaus; vorn die Lage des Stiftergrabes

Bis in die zweite Hälfte des 20. Jahrhunderts gab es keine Anstrengungen, die verbliebenen Ruinen zu sichern und zu erhalten. Hangschutt hatte die Gebäudereste allmählich unter sich begraben. Die letzten sichtbaren Reste wurden 1930 mit Erde bedeckt, um sie vor weiteren Zerstörung zu bewahren. Ausgrabungen fanden in drei Phasen statt, vom Juli 1970 bis zum Oktober 1972, gefolgt 1973 von der Konservierung der verbliebenen Mauerreste. Im Berghang hatten sich Mauern bis zu einer Höhe von vier Metern erhalten. Unter anderem liessen sich Fussböden aus Holt, Sandstein- oder Tonplatten und eine niedrige gemauerte Herdstelle nachweisen sowie ein Ofen, der eine Badstube beheizt hatte.
Im Kreuzgang wurden zwei Gräber nachgewiesen. Von der Blütezeit des Klosters zeugen bei der Ausgrabung gefundene Ofenkacheln, mit Masswerk dekorierte Tonplatten, Fragmente einer Heiligenfigur aus Ton, verzierte Trinkgläser und Becher aus Steinzeug.
Bei der jüngsten Ausgrabung stiessen die Archäologen 2009 auf mehrere Gräber von Mönchen, die im Alter zwischen 35 und 50 Jahren verstorben waren und an Arthrose und Tuberkulose gelitten hatten. Zudem fand man ein Skelett eines rund 60 Jahre alten, kräftigen und gesunden Mannes, der in einem mit Ziernägeln geschmückten Sarg bestattet worden war. Über seinem Grab stand ein Grabmal aus Sandsteinplatte. Die bevorzugte Lage im Kreuzgang zwischen Kirche und Konventsgebäude lassen die Vermutung zu, dass es sich beim Verstorbenen um den Stifter des Klosters Heinrich von Linz handelt.
Heute sind die Kirchenmauern, die Lage des Kreuzgangs und die Mauern des Konventsgebäudes sichtbar. Die Auswertung der Funde wurden 2011 im Jahrbuch des Schweizerischen Burgenvereins publiziert. Die Ruine steht seit 1973 unter Bundesschutz.

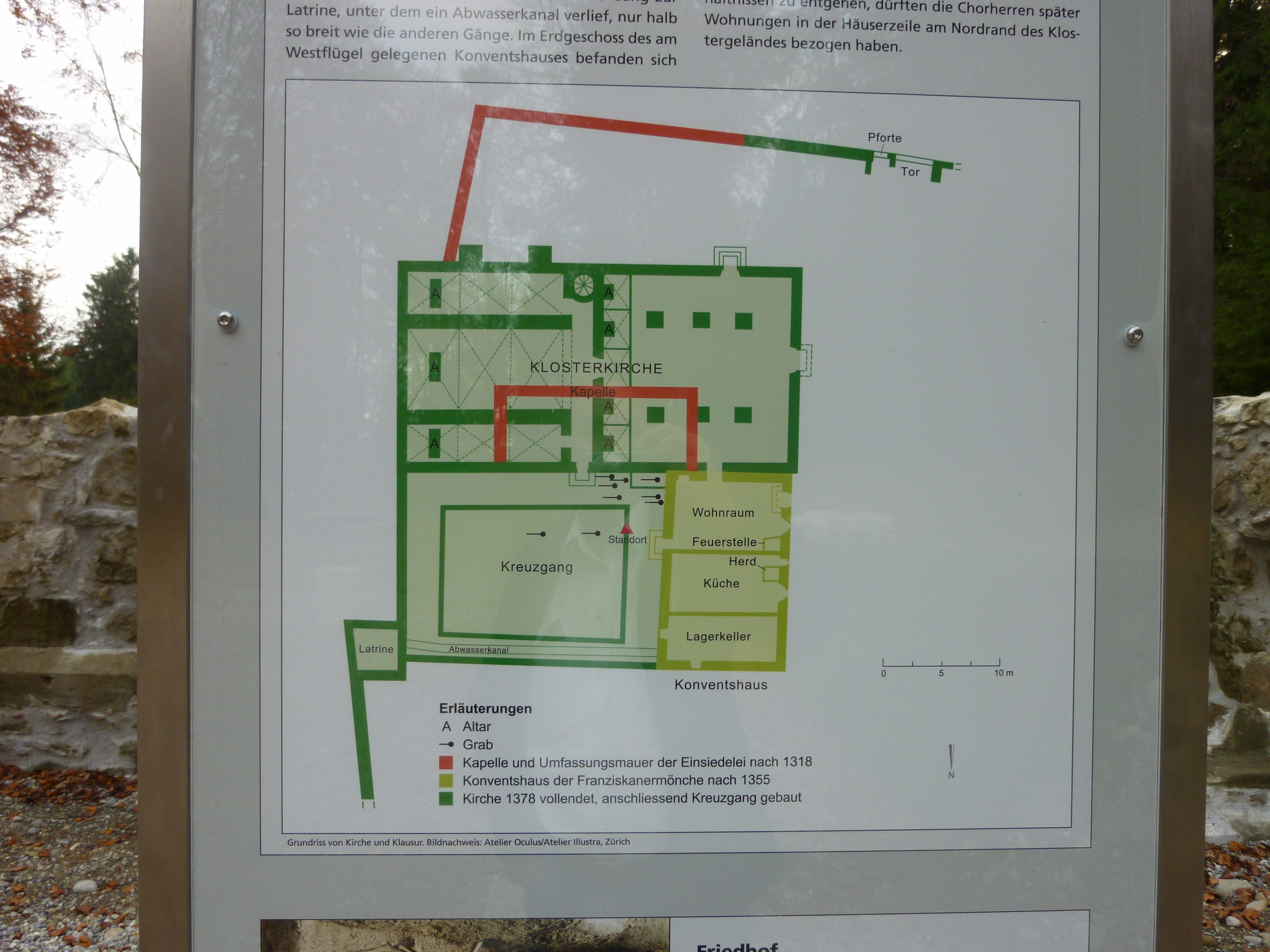
Übersicht
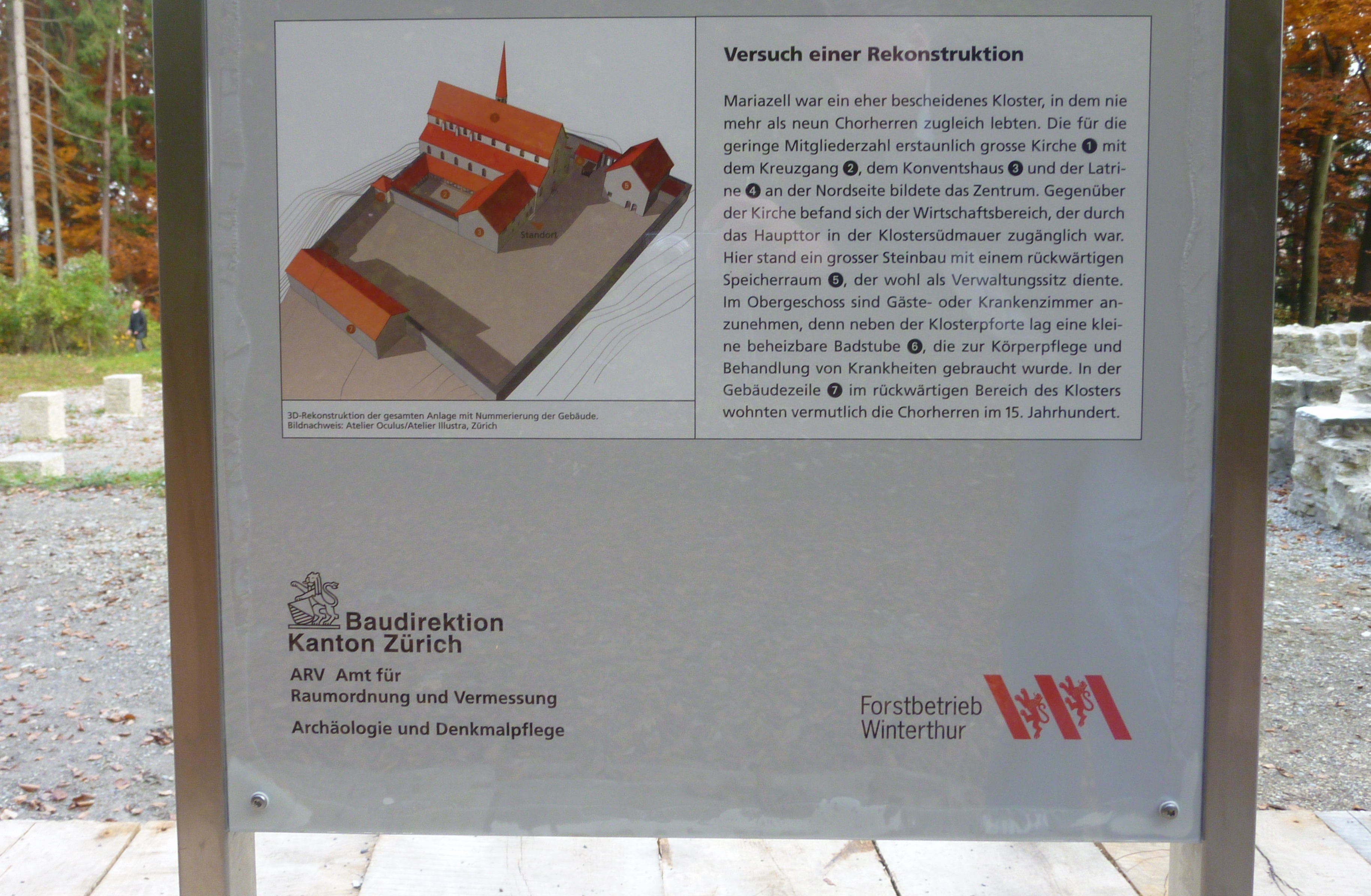
Rekonstruktion
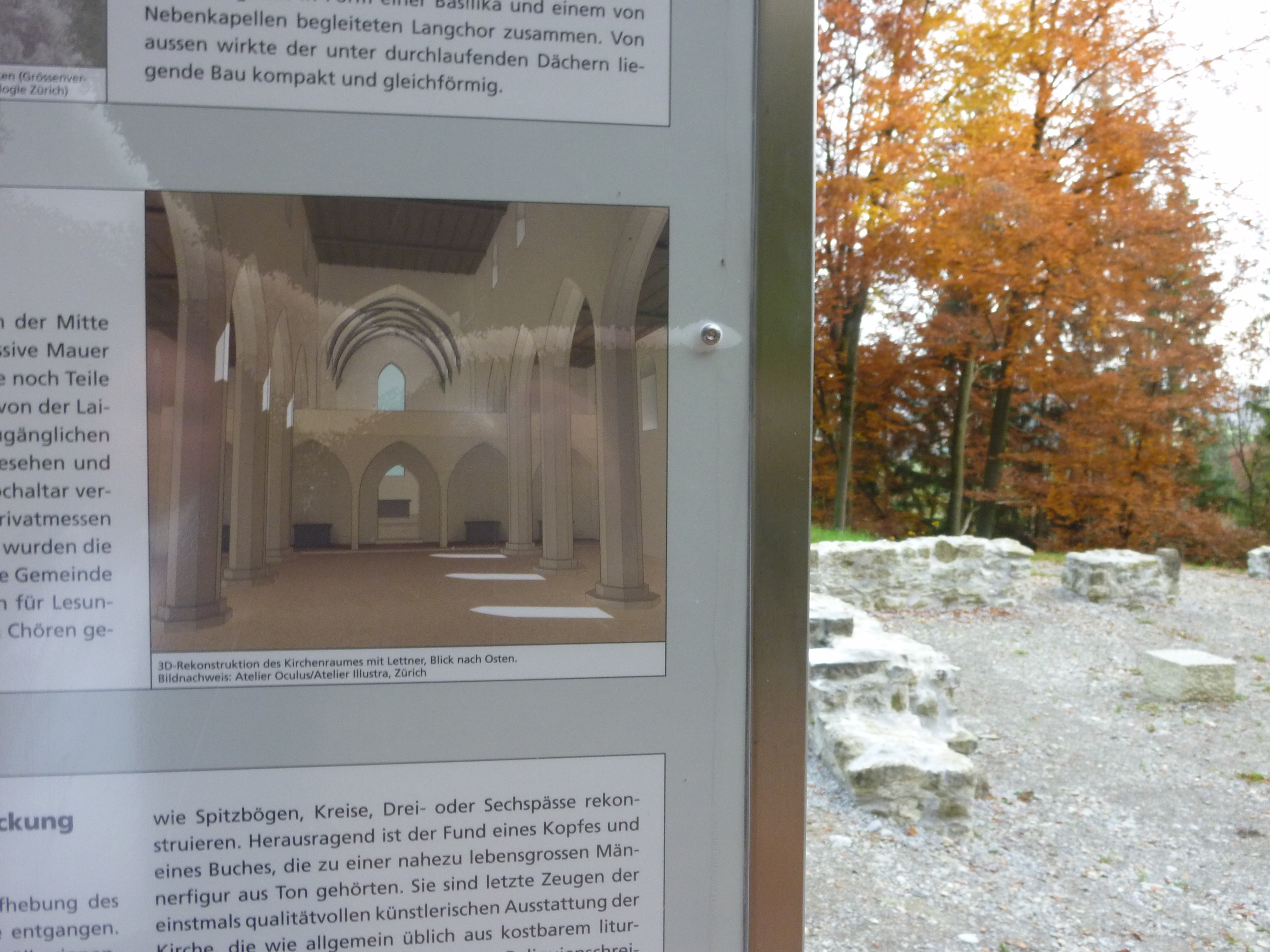
Kircheninneres

## Bücher
Die Bücher wurden bei der Aufhebung zerstreut. Vier Handschriften, alle in gotischen Einbänden, gelangten in die Bibliothek des Großmünsterstiftes in Zürich und später mit dessen Bestand in die Zentralbibliothek Zürich (ZBZ, Handschriftenabteilung):
- ZBZ Ms. Car. C 153 lateinische Einsiedler-Regeln des Klausners Grimleich (Grimlaic) in der Diözese Metz mit Ordensregeln für Frauenklöster, verfasst im 9./10. Jh., Abschrift um 1015 (Perg.-Hs., 104 Bll.)
- ZBZ Ms. Car. C 105 Ezechiel-Kommentar des Papstes Gregors des Grossen, Abschrift des 12. Jh., Perg., 131 Bll.
- ZBZ Ms. Car. C 133: Chronik des Martinus Polonus (Martin von Troppau, Martinus Oppaviensis), lat., 13. Jh.
- ZBZ Ms. Car. C 171 Erbauungsbuch des Petrus de la Sepieyra von Limoges, Perg.-Hs. des 14. Jh.